# 伊德傑赫

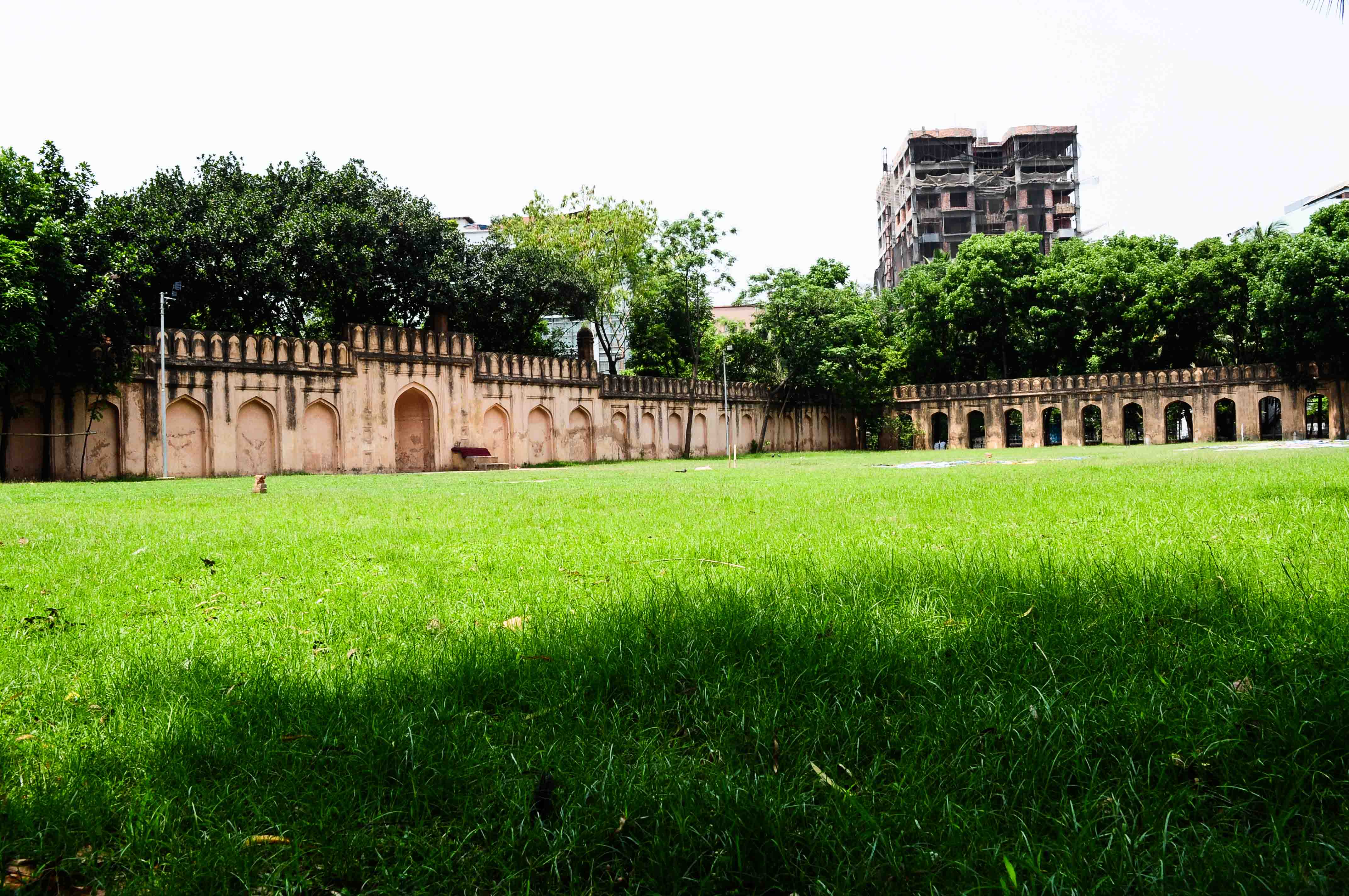
位於孟加拉首都达卡的達罕蒙迪·沙希·伊德傑赫一景

伊德傑赫（波斯語：عیدگاه），是南亞伊斯蘭教文化中的一個術語，其通常是指設在城外（或郊區）的露天場地，用於開齋節和宰牲節早晨進行的會禮。伊德傑赫屬於公共場所，除了特定的節日之外，於一年當中的其餘時間並不用於禮拜活動。開齋節當天，穆斯林早晨所做的第一件事通常便是聚集在一處開闊的場地上，按照先知穆罕默德的聖行，進行傳統的禮拜。雖然伊德傑赫一詞的使用源自印度次大陸，但由於缺乏一個特定的伊斯蘭教術語來專指開齋節的慶祝場所，因此伊德傑赫有時也被用來代指穆薩拉（清真寺外的空地），或其他舉行開齋節禮拜的公共場地。卡齐·纳兹鲁·伊斯拉姆在其著名的孟加拉语詩歌《吾心於齋戒月結束之時》裡亦提到了伊德傑赫一詞。